# Gare de Longuyon
 (juillet 2024).
Si vous disposez d'ouvrages ou d'articles de référence ou si vous connaissez des sites web de qualité traitant du thème abordé ici, merci de compléter l'article en donnant les références utiles à sa vérifiabilité et en les liant à la section « Notes et références ».
La gare de Longuyon est une gare ferroviaire française de la ligne de Mohon à Thionville située sur le territoire de la commune de Longuyon dans le département de Meurthe-et-Moselle, en région Grand Est.
C'est une gare de la Société nationale des chemins de fer français (SNCF), desservie par des trains TER Grand Est.

## Situation ferroviaire
Établie à 218 m d'altitude, la gare de bifurcation de Longuyon est située au point kilométrique (PK) 228,039 de la ligne de Mohon à Thionville, entre les gares ouvertes de Montmédy et d'Audun-le-Roman. Elle est l'origine de la ligne de Longuyon à Pagny-sur-Moselle et de la Ligne de Longuyon à Mont-Saint-Martin (vers Athus). 

## Histoire

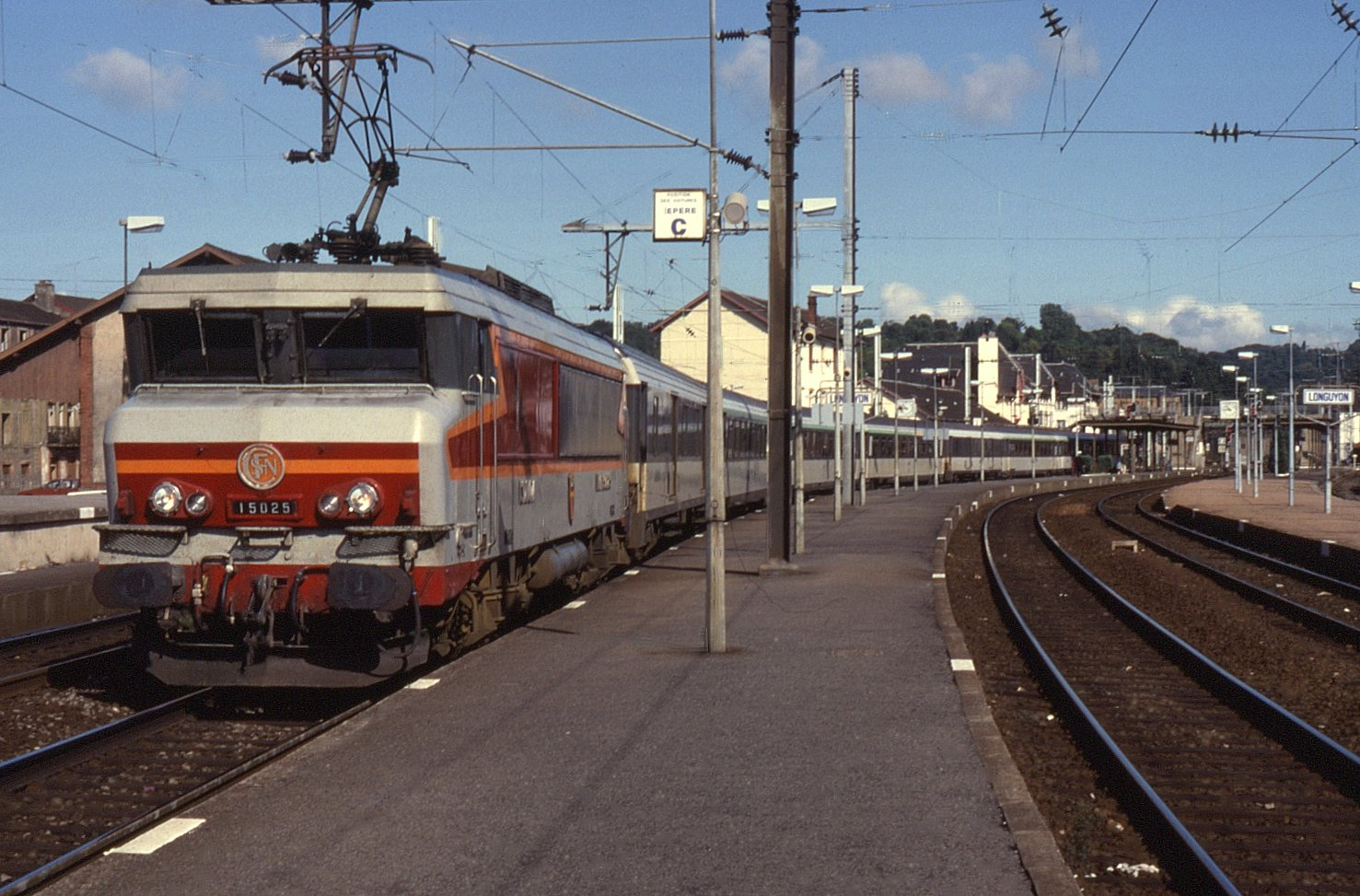
Un train tracté par une BB 15000 en gare (1989).

Le chemin de fer fait son apparition à Longuyon le 1er août 1862 lors de l'inauguration de la portion Montmédy - Pierrepont de la ligne de Mohon à Thionville. Le 3 septembre 1863, la gare de Longuyon devient une gare de bifurcation avec la mise en service de la portion finale (de Longuyon à Longwy) de la ligne de Longuyon à Mont-Saint-Martin (triple frontière avec la Belgique et le Luxembourg).
La perte de l'Alsace-Lorraine après la guerre de 1870 modifie les frontières et fait passer en territoire prussien une partie de la ligne Mohon-Thionville ainsi que l'axe Thionville-Metz-Nancy. Pour désenclaver la région de Longuyon et Longwy et restaurer le lien entre Nancy et le nord de la Meurthe-et-Moselle, une nouvelle ligne entre Longuyon, Onville et Pagny-sur-Moselle est concédée le 17 juin 1873. Sa construction s'achève en 1877.
À cette époque, la sidérurgie connaît un plein développement dans la région, générant de nombreux trafics (minerai, houille, coke, fonte et acier). Longuyon voit aussi transiter de nombreux trains de marchandises à long parcours. Le bâtiment voyageurs d'origine a probablement été agrandi à plusieurs reprises au fur et à mesure de la prise d'importance de la gare.
En 1911, le raccordement de Longuyon est construit, permettant la relation de la direction de Charleville-Mézières vers celle de Mont-Saint-Martin et vice-versa sans rebroussement en gare de Longuyon. Ce raccordement, aujourd'hui hors service, comportait un tunnel et un pont sur la Chiers.
Durant la Première Guerre mondiale, Longuyon est occupé par les Allemands qui utilisent le nœud ferroviaire pour ravitailler le front. Le 18 mars 1918, un bombardement de la gare provoque l'embrasement de deux trains de munitions ainsi que de wagons de benzol et de gaz de combat. La gare et les bâtiments alentour sont ravagés.
Après la guerre, le bâtiment de la gare est remplacé par un BV "reconstruction" qui existe toujours. Il est flanqué de deux bâtiments au style très proche dont un a servi d'hôtel-restaurant.
Au printemps 1945, elle a été une gare de retour en France de nombreux déportés.
Desserte
Longuyon est desservie par les trains TER Grand Est, circulant entre : Reims et Metz ; Épernay et Longwy ou Metz ; de Nancy et Longwy ; de Longuyon et de Rodange, ou de Longwy.

### Intermodalité
Le stationnement des véhicules est possible à proximité. Elle est desservie par des autocars TER Grand Est (ligne de Longuyon à Montmédy et Longwy).

## Fréquentation
De 2015 à 2024, selon les estimations de la SNCF, la fréquentation annuelle de la gare s'élève aux nombres indiqués dans le tableau ci-dessous.
| Année     | 2015   | 2016   | 2017   | 2018   | 2019   | 2020   | 2021   | 2022   | 2023   | 2024   |
| --------- | ------ | ------ | ------ | ------ | ------ | ------ | ------ | ------ | ------ | ------ |
| Voyageurs | 73 542 | 54 140 | 53 746 | 45 700 | 56 106 | 38 069 | 59 800 | 62 734 | 56 171 | 56 255 |

## Service des marchandises
Cette gare est ouverte au service du fret.

## Plan de voies

Schéma du plan des voies de la gare.